# Zentrales Diabetesregister der DDR
Das Zentrale Diabetesregister der DDR war eine Datenbank zur epidemiologischen Erfassung der Erkrankungsfälle an Diabetes mellitus in der Deutschen Demokratischen Republik (DDR). Es entstand 1960 und enthielt Daten zu Alter, Geschlecht, Diabetes-Typ und Behandlungsform der Diabetespatienten in der DDR, um den Bestand und den Neuzugang an Diabetikern zu erfassen. Grundlagen der Datenerhebung waren eine gesetzliche Meldepflicht sowie die flächendeckende Dispensaire-Versorgung der Diabetiker in der DDR in spezialisierten Betreuungsstellen. Der Grad der Vollständigkeit des Registers wurde auf rund 98 Prozent geschätzt. Es gilt aufgrund dessen und wegen seiner Laufzeit von fast drei Jahrzehnten als weltweit einmalige Datenquelle zur Entwicklung von Inzidenz und Prävalenz des Diabetes mellitus in einer geschlossenen Bevölkerung.
Die Veröffentlichung der erhobenen Daten erfolgte jährlich im Jahrbuch des Gesundheitswesens der DDR sowie in wissenschaftlichen Publikationen. Datenhalter des Registers war das in Karlsburg ansässige Zentralinstitut für Diabetes, das bis zur politischen Wende in der DDR als Leiteinrichtung für die Betreuung der Diabetespatienten in der gesamten DDR zuständig war. Seit der 1989 erfolgten Einstellung des Registers ist das Robert Koch-Institut für die Datenhaltung zuständig. Die zugrundeliegenden Krankenakten werden im Archiv des Klinikums Karlsburg verwahrt, einer der Nachfolgeeinrichtungen des Zentralinstituts.
Für Krebserkrankungen bestand analog dazu von 1953 bis 1989 das Nationale Krebsregister der DDR, das im Gegensatz zum Zentralen Diabetesregister nach 1990 als Gemeinsames Krebsregister der Länder Berlin, Brandenburg, Mecklenburg-Vorpommern, Sachsen-Anhalt und der Freistaaten Sachsen und Thüringen weitergeführt wurde.